# Донован, Пэдди
То́мас Па́трик «Пэ́дди» До́нован (англ. Thomas Patrick "Paddy" Donovan; 23 декабря 1936, Нейпир — 11 марта 2018, Нейпир) — новозеландский боксёр, представитель лёгкой весовой категории. Выступал за сборную Новой Зеландии по боксу во второй половине 1950-х — первой половине 1960-х годов, двукратный бронзовый призёр Игр Британской империи и Содружества наций, победитель и призёр турниров национального значения, участник двух летних Олимпийских игр.

## Биография
Пэдди Донован родился 23 декабря 1936 года в городе Нейпире на Северном острове в регионе Хокс-Бей.
В 1956 году вошёл в основной состав новозеландской национальной сборной и благодаря череде удачных выступлений удостоился права защищать честь страны на летних Олимпийских играх в Мельбурне. На Играх в зачёте лёгкой весовой категории уже в первом же поединке потерпел поражение от японца Тосихито Исимару и тем самым выбыл из дальнейшей борьбы за медали.
После мельбурнской Олимпиады Донован остался в составе боксёрской команды Новой Зеландии и продолжил принимать участие в крупнейших международных турнирах. Так, в 1958 году он побывал на Играх Британской империи и Содружества наций в Кардиффе, откуда привёз награду бронзового достоинства, выигранную в лёгком весе. Четыре года спустя выступил на аналогичных соревнованиях в Перте, где так же стал бронзовым призёром.
Находясь в числе лидеров новозеландской сборной, в 1964 году Пэдди Донован отправился боксировать на Олимпийских играх в Токио — первый этап турнира прошёл без боя, но во втором проиграл аргентинцу Эктору Пасе. Вскоре по окончании этих соревнований принял решение завершить спортивную карьеру, уступив место в сборной молодым новозеландским боксёрам.